# Rainer Lisiewicz
Rainer Lisiewicz (* 6. Oktober 1949 in Dahlen), auch genannt Lise, ist ein ehemaliger deutscher Fußballspieler und jetziger Fußballtrainer. Für den 1. FC Lokomotive Leipzig spielte er in der DDR-Oberliga, der höchsten Spielklasse des DDR-Fußball-Verbandes. 1976 wurde er mit dem 1. FC Lok DDR-Pokalsieger. Zuletzt war er zum zweiten Mal Cheftrainer des 1. FC Lokomotive Leipzig.

## Fußball-Laufbahn

### Spieler
1960 begann Rainer Lisiewicz mit dem Fußballspielen unter seinem ersten Übungsleiter Max Richter bei der BSG Empor Oschatz und wechselte 1966 zur Juniorenmannschaft der BSG Chemie Leipzig. Zur Saison 1968/69 wurde er zum Oberligisten 1. FC Lokomotive Leipzig delegiert und spielte dort zunächst in der viertklassigen 3. Mannschaft. Als er Anfang 1969 bei einem Trainingsspiel mit der 2. Mannschaft positiv auffiel, gab ihm Trainer Hans Studener eine Chance im Oberligateam. Am 22. Februar 1969 wurde der 1,71 Meter große Lisiewicz in der Begegnung des 15. Spieltages 1. FC Lok – BFC Dynamo (1:2) in der 46. Minute eingewechselt. Bis zum Saisonende kam er insgesamt neunmal in der Oberliga zum Einsatz, darunter waren zwei Spiele über 90 Minuten. Anschließend stieg Lok in die DDR-Liga ab, in der Lisiewicz unter dem neuen Trainer Kurt Holke nicht spielte. Nach dem sofortigen Wiederaufstieg spielte Lok ab 1970/71 wieder in der Oberliga. Zunächst fand Lisiewicz erneut kein Interesse bei Holke, erst vom 16. Spieltag an wurde er für den Rest der Saison in der Oberligamannschaft eingesetzt und stand zuletzt als Mittelfeldspieler in der Anfangself. Nachdem zur Saison 1971/72 Horst Scherbaum das Traineramt übernommen hatte, konnte sich Lisiewicz mit 22 Punktspieleinsätzen dauerhaft in der ersten Mannschaft etablieren. Er spielte in der Regel als rechter Stürmer, wurde aber mehrfach nur eingewechselt oder musste frühzeitig das Feld verlassen. Seine fünf Oberligatore reichten zusammen mit Hans-Bert Matoul zum Torschützenkönig der Lokmannschaft.
1972/73 fehlte Lisiewicz im letzten Drittel der Saison und verpasste so auch die Teilnahme am Endspiel um den DDR-Fußballpokal (1. FC Magdeburg – 1. FC Lok 3:2), obwohl er zuvor alle bisherigen vier Pokalspiele des 1. FC Lok bestritten hatte. Im Laufe der Saison 1973/74 etablierte sich Lisiewicz endgültig als Standard-Rechtsaußenstürmer seiner Mannschaft. Gleichzeitig spielte er eine erfolgreiche Saison im UEFA-Pokal-Wettbewerb 1973/74. Lok Leipzig erreichte nach acht Spielen das Halbfinale und scheiterte erst dort gegen Tottenham Hotspur mit 1:2 und 0:2. Lisiewicz bestritt alle zehn Begegnungen und erzielte mit seinen beiden Toren jeweils die 1:0-Führung bei den Spielen Lok – AC Turin (2:1, 1. Runde) und Lok – Fortuna Düsseldorf (3:0, Achtelfinale).
Mit 24 bzw. 25 Punktspielen bestritt Lisiewicz 1974/75 und 1975/76 seine intensivsten Oberliga-Spielzeiten. Am 1. Mai 1976 stand er als Rechtsaußenstürmer mit dem 1. FC Lok im DDR-Pokalendspiel und erreichte nach dem 3:0-Sieg über Vorwärts Frankfurt/O. den größten Erfolg seiner Fußballkarriere. 1977 erlitt seine Karriere einen entscheidenden Knick. Während er in der Hinrunde noch alle 13 Punktspiele absolvieren konnte, kam er anschließend nur noch einmal am vorletzten Spieltag als Einwechselspieler zum Einsatz und bestritt in der Saison 1977/78 nur 18 Minuten des 5. Spieltages. Nach diesem Spiel konnte er auf 143 Oberligaspiele mit 22 Toren, 24 DDR-Pokalspiele mit 4 Toren und 12 Europapokalspiele mit 2 Toren zurückblicken.
Zur Spielzeit 1978/79 wechselte Lisiewicz im Alter von 28 Jahren zum Oberligisten Chemie Böhlen. Dort stieg er am 9. Spieltag erneut in das Oberligageschehen ein und bestritt bis zum Saisonende alle 18 Punktspiele, nun als Mittelfeldspieler. Die Chemiker landeten nur auf dem vorletzten Platz und mussten 1979/80 in der DDR-Liga spielen. Von den 30 Meisterschaftsspielen bestritt Lisiewicz 28, erzielte sechs Tore und war damit maßgeblich am sofortigen Wiederaufstieg beteiligt. 1980/81 spielte er seine letzte Saison im Leistungsfußball. Er wurde noch einmal als Mittelfeldakteur in 18 Oberligapunktspielen aufgeboten. Mit seinen 36 Oberligaspielen für Chemie Böhlen erhöhte er seine Erstligabilanz auf insgesamt 179 Einsätze und 22 Tore.

### Trainer
Bereits während seiner Zeit als Fußballspieler hatte Lisiewicz an der Deutschen Hochschule für Körperkultur in Leipzig ein Studium zum Diplomsportlehrer erfolgreich abgeschlossen. Dies nutzte er nach dem Ende seiner Spielerkarriere, um weiter im Fußballgeschehen wirken zu können. Zunächst begann er 1981 beim drittklassigen Bezirksligisten Motor Geithain als Spielertrainer. 1983 wechselte er zum Ligakonkurrenten Motor Grimma und führten diesen binnen eines Jahres zum Aufstieg in die DDR-Liga. Zwei Jahre später erreichte die Mannschaft unter Lisiewicz überraschend Platz vier in der DDR-Liga. 1987 wechselte er innerhalb der DDR-Liga zur BSG Chemie Buna Schkopau. Dort blieb er auch nach der Umstrukturierung in den SV Merseburg 99 noch bis 1993, ehe er zur Saison 1993/94 wieder an seine alte Wirkungsstätte Grimma zurückkehrte. Mit jungen Nachwuchsspielern aus der Region hatte er nach einer gewissen Anlaufzeit Erfolg und stieg mit dem SV Grimma in der Saison 1996/97 in die Amateur-Oberliga auf. Er erreichte auf Anhieb mit der Mannschaft den Klassenerhalt und konnte die Platzierungen in den folgenden Jahren stetig steigern. So führte er Grimma zuerst auf Platz 7 und dann sogar Platz 4 in der Saison 1999/00.
Inzwischen hatte sich sein früherer Klub Lok Leipzig zwischenzeitlich in den VfB Leipzig umgebildet, der 2004 in Insolvenz ging und im selben Jahr als 1. FC Lokomotive Leipzig neu gegründet wurde. Dieser musste 2004/05 in der 11. Liga (3. Kreisklasse) neu beginnen und verpflichtete dazu seinen ehemaligen Spieler Rainer Lisiewicz. Ihm gelang es, den Verein innerhalb von vier Jahren in die viertklassige Amateur-Oberliga zu bringen. Als der 1. FC Lok am 26. Spieltag nach einer 0:4-Heimniederlage gegen ZFC Meuselwitz den nächsten Aufstieg verspielt hatte, wurde Lisiewicz beurlaubt. Am 6. Oktober 2009 nahm er beim sechstklassigen Landesligisten SV Naunhof 1920 ein neues Traineramt an. Zur Saison 2011/12 übernahm Lisiewicz das Training des Verbandsligisten Union Sandersdorf. Im Dezember 2018 wurde bekannt gegeben, dass er erneut Cheftrainer beim 1. FC Lokomotive Leipzig wurde und einen bis 2020 Vertrag unterschrieben hatte. Er wurde Ende Oktober 2019 beim nach elf Spielen auf dem 4. Tabellenplatz stehenden Klub nach dem Rücktritt des Teamchefs Björn Joppe freigestellt und durch Sportdirektor Wolfgang Wolf interimistisch ersetzt.

## Weiterer Werdegang
Neben seiner Trainertätigkeit ist Rainer Lisiewicz als Geschäftsmann tätig. Er gründete 1991 ein Unternehmen für den Verkauf von Sauna- und Bräunungsanlagen. Er betreibt inzwischen auch mehrere Solarien in Leipzig und Umgebung.

## Trivia
Lisiewicz ist verheiratet und hat zwei Kinder. Er hat rumänische und polnische Wurzeln.
Sein Onkel Klaus war langjähriger Oberligaspieler beim Leipziger Stadtrivalen Chemie und Bronzemedaillengewinner bei den Olympischen Spielen von Tokio 1964.

## Erfolge als Spieler und Trainer

### Erfolge als Spieler
- FDGB-Pokal: Gewinner 1976

### Erfolge als Trainer
- 1984 Aufstieg in die DDR-Liga mit Motor Grimma
- 2005: Meister der 3. Kreisklasse (11. Liga) und Stadtpokalsieger Leipzig
- 2006: Meister der Bezirksklasse (7. Liga) und Bezirkspokalsieger Leipzig
- 2007: Meister der Bezirksliga (6. Liga) und Bezirkspokalsieger Leipzig
- 2008: Vize-Meister der Landesliga Sachsen (bisherige 5. Liga), Aufstieg nach Relegation in die Oberliga (neue 5. Liga)